# Georg Hermann Quincke

Georg Quincke, Fotografie aus Moderne illustrierte Zeitschrift, 1907, Band II, Nr. 17, S. 740

Georg Hermann Quincke (* 19. November 1834 in Frankfurt (Oder); † 13. Januar 1924 in Heidelberg) war ein deutscher Physiker.

## Leben
Georg Hermann Quincke war ein Sohn des geheimen Medizinalrats Hermann Quincke (1808–1891) in Berlin, sein jüngerer Bruder Heinrich Irenaeus Quincke (1842–1922) war ein seinerzeit berühmter Internist. Georg Hermann Quinckes Sohn Friedrich Quincke (1865–1934) wurde Chemiker und ebenfalls Hochschullehrer.
Quincke studierte Physik, Chemie und Mathematik in Königsberg, Heidelberg und Berlin und wurde dort 1858 über Kapillarerscheinungen bei Quecksilber promoviert. 1859 habilitierte er sich und wurde Privatdozent. 1863 heiratete er Rebecca Rieß (1836–1924), die Tochter des Physikers Peter Theophil Rieß. Die Berliner Universität berief ihn 1865 zum außerordentlichen Professor der Physik; weitere Lehraufträge hatte er an der Gewerbeakademie (1860–1872) und der Bauakademie (1862–1865). 1872 ging Quincke als Ordinarius an die Universität Würzburg und kam 1875 schließlich als Nachfolger von Gustav Kirchhoff zurück an die Universität Heidelberg, wo er 1907 emeritiert wurde.
In seinen wissenschaftlichen Arbeiten beschäftigte sich Quincke insbesondere mit der Kapillarität, der Akustik, der Optik, der Elektrizität (Quincke-Rotation) und dem Magnetismus. Er entdeckte kolloidale Flüssigkeiten und studierte deren elektrische Eigenschaften und forschte auch über die Molekularkräfte. 1866 konstruierte Quincke das nach ihm benannte Quinckesche Interferenzrohr zur Messung akustischer Wellenlängen. Zu seinen Schülern gehören unter anderen Albert A. Michelson, Ferdinand Braun und Philipp Lenard. Quincke war Mitglied der Akademie der Wissenschaften zu Göttingen (1866), der Bayerischen Akademie der Wissenschaften (1873), der Königlich-Preußischen Akademie der Wissenschaften (1879), der Royal Society London (1879), der Königlichen Akademie der Wissenschaften und Schönen Künste von Belgien (1895), der Heidelberger Akademie der Wissenschaften (1909),  der Akademie zu Uppsala und seit 1889 der Royal Society of Edinburgh. Im Jahr 1897 erhielt er die Cothenius-Medaille der Leopoldina.
Eine Straße im Heidelberger Stadtteil Neuenheim und eine Straße im Ortsteil Markendorf in Frankfurt (Oder) tragen seinen Namen.
Die Quincke-Straße in Kiel ist nach seinem Bruder Heinrich Irenäus Quincke Internist benannt.

## Auszeichnungen und Ehrungen
- Ehrendoktorwürde der Universität Würzburg
- Ehrendoktorwürde der Universität Oxford
- Ehrendoktorwürde der Universität Glasgow
- Ehrendoktorwürde der Universität Cambridge
- Ehrenmitglied und Ehrenvorsitzender der Deutschen Physikalischen Gesellschaft
- Ehrenmitglied des Physikalischen Vereins

## Schriften
- Kapillarerscheinungen bei Quecksilber. Dissertation Humboldt-Universität zu Berlin, 1858